# 古合齒獸屬

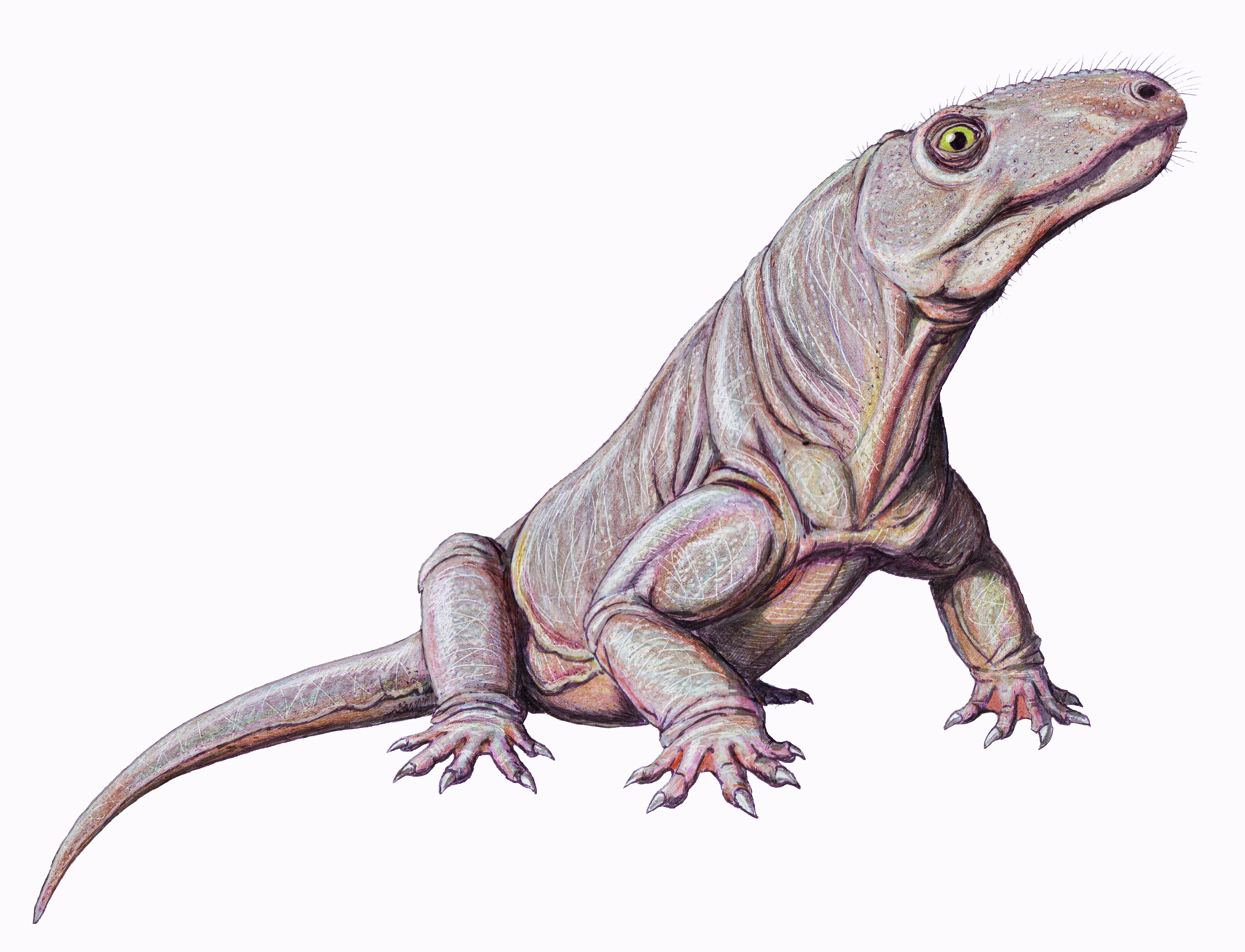
古合齒獸的想像圖

古合齒獸屬（屬名：Archaeosyodon）是合弓綱獸孔目的一屬，屬於恐頭獸亞目的安蒂歐獸科。化石是一個部分頭顱骨，頭顱骨長30公分，身長估計約1.5公尺。化石發現於俄羅斯彼爾姆州，地質年代相當於二疊紀中期的沃德階。